# Erlaaer Straße
Erlaaer Straße – jedna ze stacji metra w Wiedniu na Linia U6. Została otwarta 15 kwietnia 1995. 
Znajduje się w 23. dzielnicy Wiednia, Liesing. Została zbudowana na wysokim wiadukcie na północ od Erlaaer Straße, na wschód od Cmentarza Erlaaer i na południe od hali postojowej Alterlaa.